# 朴吉淵
朴吉淵（1943年—），朝鮮外交官，联合国北韩问题的专家，曾任朝鮮外交部副部長與朝鮮常駐聯合國代表兼駐加拿大大使。

## 生平
据信出生于贾江市。从平壤国际关系大学毕业后，他成为了一名外交官。
1969年3月，他被任命为负责缅甸商务的领事，1975年3月，他被任命为驻新加坡总领事馆代理，1982年7月，他成为政治事务理事会外交部美洲局局长，负责拉丁美洲事务。1983年11月，他升任政治事务委员会外务省副部长，并于1985年3月被任命为朝鲜驻联合国代表。当时，朝鲜不是联合国的正式成员，但与韩国一样，它拥有观察员地位。1986年11月当选为第八届最高人民会议代表，1990年4月连任第九届全国人民会议代表。1991年11月，在纽约工作期间，他还担任哥伦比亚驻联合国大使，并在1991年南北朝鲜同时加入联合国后担任正式驻联合国大使。1992年4月，他被授予金日成勋章。
1996年5月，他被解除驻联合国大使职务，返回朝鲜担任政治事务会议外事司副部长，1998年9月，政治事务委员会外务省改组为内阁外务司时，他被任命为外务省成员。但是，他没有再次当选为第十届最高人民会议的代表。2001年11月，他再次被任命为驻联合国大使，并于2002年6月成为驻加拿大大使。2003年9月，他再次当选为第十一届最高人民会议代表。在任职五年后，他于2008年8月将职位移交给申善虎后返回朝鲜，再次成为外交部长。
在此之后，直到 2014 年，金永南继续担任外务省部长，作为国家首席外交官继续担任助手。然而，自 2014 年 1 月起，他就再也没有出现在公众视野中，最后一次露面是在新任巴基斯坦大使的任命仪式上。直到 2016 年 10 月，他估计已经因年龄原因退休，以名誉客人的身份与宫碩雄等人一起观看外交团体育比赛。

## 言论
曾表示：“在美国的航母游弋于我们领海周围的期间，朝鲜绝对不会放弃核武，反而会更加增强核武。”
朴吉渊当天在联合国演说时作出了上述表示，他还说：“我们的核武不是要用于攻击或威胁的，而是为了防御自己的一种遏制力。”“假若没有先军政治，韩半岛应该已经过了多次战争，区域的和平与稳定也应已遭到了破坏。”
他还说：“作为负责任的拥核国家，朝鲜愿意同其他拥核国家站在同等的立场参与防止核扩散和核物质安全管理的国际努力。”
他还指责韩国政府说：“韩国拒绝了《6.15共同声明》和《10.4宣言》，以反统一的三阶段统一方案在企图断绝南北关系。”“并且还利用‘天安’舰事件在同美国一起进行大规模军事威胁。这一点证实了美国是破坏东北亚和平者的事实。”
它还对“天安”舰事件表示：“‘天安’舰事件的事实尚未揭晓。我方代表团曾于6月9日全面拒绝了南韩代表团于25日发表的挑衅声明。”“南韩政府单方面发表调查结果之后，引起了多方指责和批评，并且还拒绝了我方派遣调查团进行科学和客观调查的提议。”
他还指安理会就“天安”舰事件发表的主席声明说，声明在要求留意包括朝鲜等有关国家的反应，并劝告以和平的方式解决问题。但是韩国政府反而同外部势力一起进行战争演习，在增加半岛的紧张氛围。他要求韩国停止该战争演习，并重启南北对话。
| 外交職務    | 外交職務                     | 外交職務      |
| ----------- | ---------------------------- | ------------- |
| 前任： 不詳 | 朝鮮常駐聯合國代表 ？ - 2008 | 繼任： 申善虎 |

1. ↑  . namu.wiki.   [2023-10-22].
2. ↑  . 韩联社（韩国联合通讯社）. 2010-09-30  [2023-10-22] （中文）.